# Pohoří

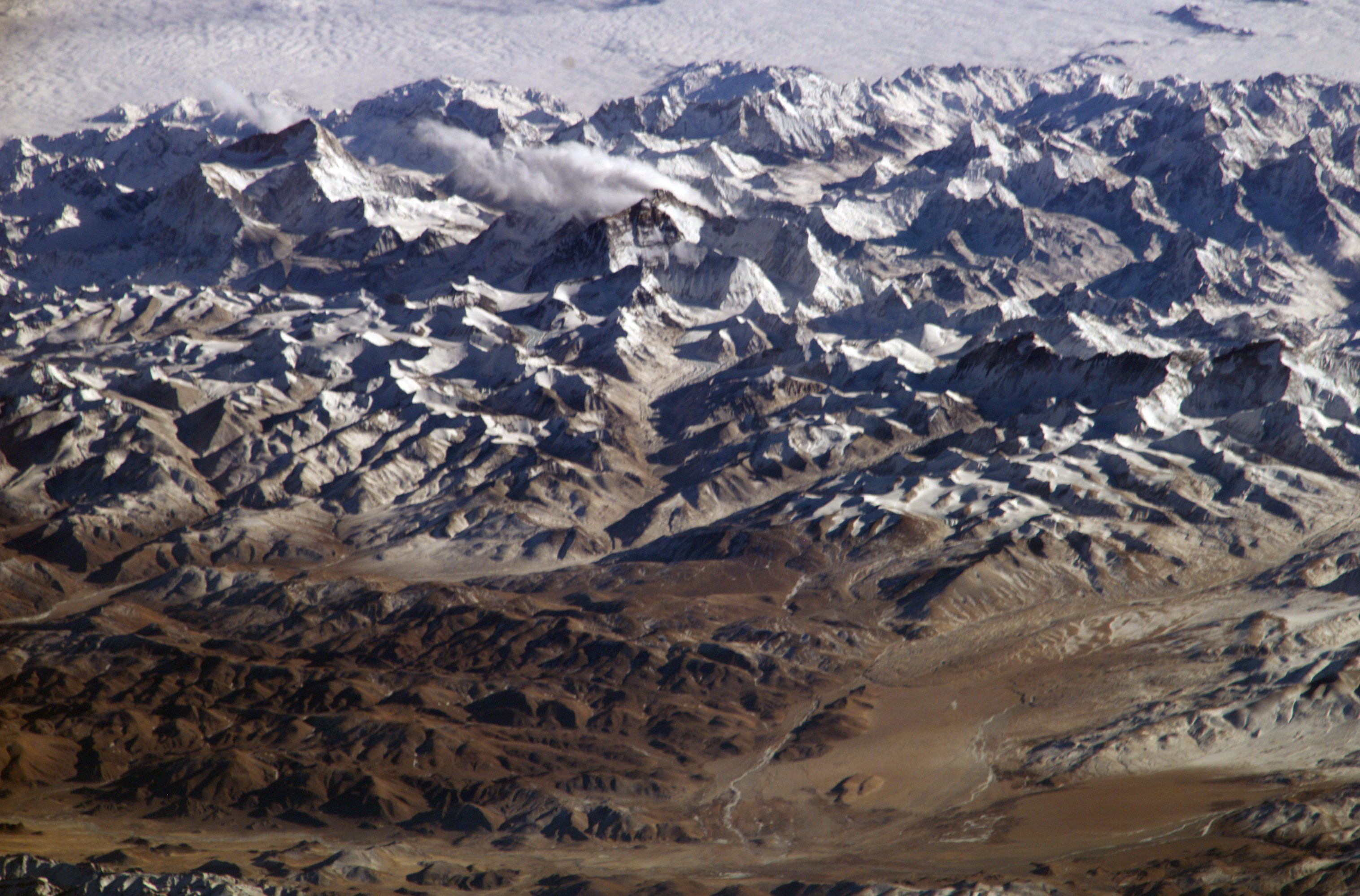
Pohoří Himálaj z vesmíru

Pohoří je obecné označení vypuklého georeliéfu hornatinného, případně i vrchovinného rázu. Hory je běžné označení pro hornatiny.
Pohoří se z geologického hlediska dělí na tektonická a netektonická.
- netektonická pohoří
  - erozní pohoří
  - sopečná pohoří (vulkanická)
- tektonická pohoří
  - zlomová pohoří (kerná, bloková)
  - vrásnozlomová pohoří
  - vrásová pohoří
  - příkrovová pohoří
  - kerné pohoří

Pohoří nebo také hory, jsou podle nejjednodušší definice skupiny hor obklopených nižším georeliéfem. Do pohoří přitom patří celá část krajiny převyšující nižší georeliéf, tedy nejen vrcholky, ale i horská sedla, údolí a plošiny menšího rozsahu. Pohoří mohou být vzájemně oddělena horskými průsmyky, toky řek či jinými výraznými útvary; často je ale vymezení hranice pohoří konvenční. V obecném významu nemusí mít jedno pohoří jednotný geologický původ.

## Nadmořská výška

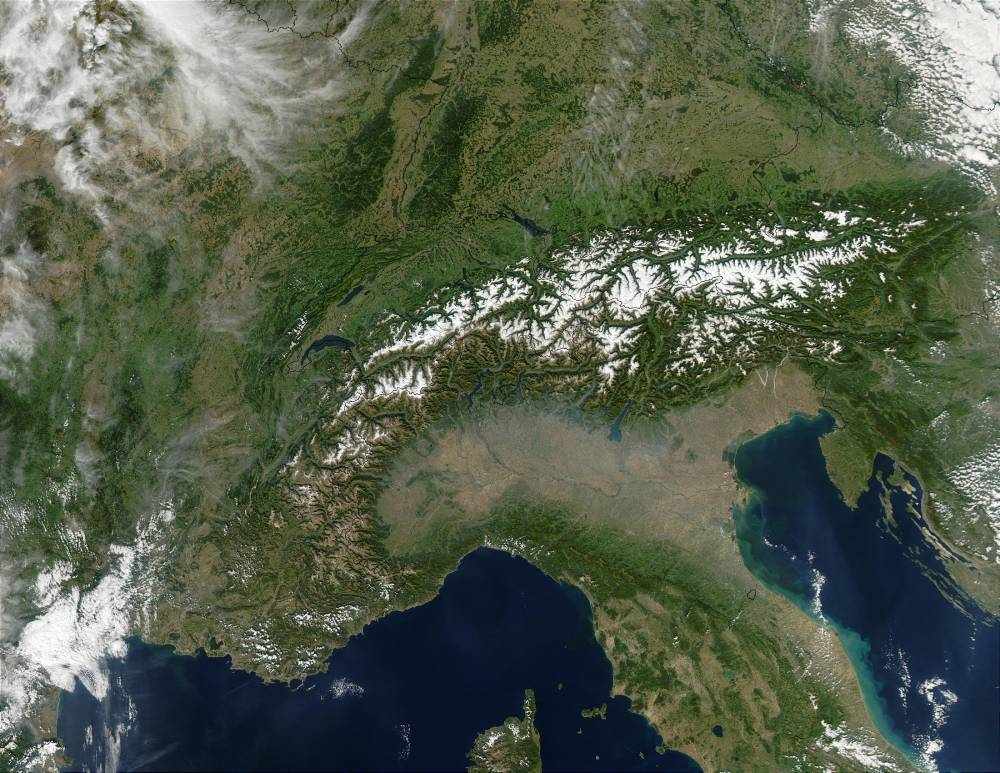
Alpy satelitním pohledem

Typická pro horskou krajinu je jak vyšší nadmořská výška, tak i velké rozdíly ve výšce mezi údolími a vrcholky hor.

### Velehory
Hory se nejčastěji rozdělují právě podle nadmořské výšky – pohoří s vyšší absolutní nadmořskou výškou se označují jako velehory, které se někdy ještě dále dělí na střední velehory a vysoké velehory. Jako hranice velehor se uvádí různé hodnoty, často např. 2 500 m n. m. Slovník spisovné češtiny (SSČ) uvádí, že slovo „velehory“ označuje vysoké horstvo (nad 2000 m nadmořské výšky).
Nejvyšším pohořím na Zemi je, podle absolutní nadmořské výšky, Himálaj se 14 nejvyššími vrcholy světa přesahujícími 8 000 m. Méně jednoznačná je otázka výškového rozdílu – například havajská sopka Mauna Kea se tyčí do výšky 4 205 m n. m., ale její výška od úpatí na mořském dně přesahuje 10 km, čímž překonává všechna ostatní pohoří.

## Vznik horstev
Pohoří vznikají vlivem tektonického pohybu litosférických desek a jejich vzájemnou kolizí. Proces vzniku hor se odborně nazývá orogeneze a využívá se pro něj český ekvivalent horotvoří. Vlivem srážky litosférických desek dochází k nárůstu tlaku, který má za následek vyvrásnění pásemných pohoří. Druhý způsob, jak mohou vznikat horské oblasti, je spojen s vulkanismem a jeho sopečnými projevy. Díky posunu litosférických desek pak vzniká několik vulkánů vedle sebe. Častým případem je spojení tektonické srážky a vulkanismu, typickým reprezentantem je pohoří And, které vznikají na subdukci oceánské a kontinentální desky.

## Horská krajina

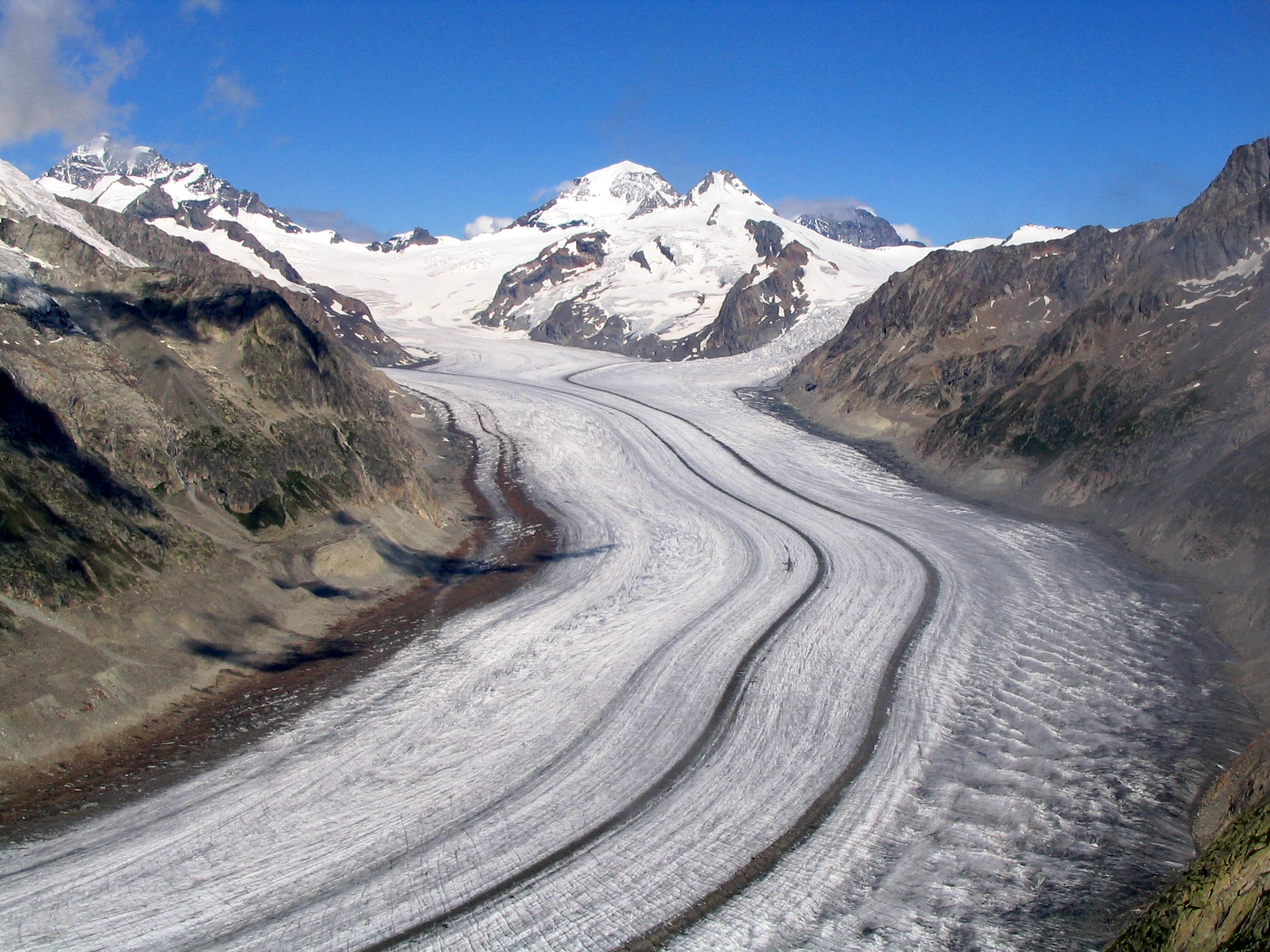
Krajina velehor (Bernské Alpy)

Pro horskou krajinu je typických mnoho morfologických tvarů. Mohutné vrcholky se označují jako štíty, strmé útvary jako věže, hroty nebo dokonce jehly. Protáhlé vyvýšeniny jsou hřebeny. Skloněné hřebeny, vybíhající ze štítů či dominantnějších hřebenů, jsou žebra. Nižší výběžky souběžné s hřebenem se nazývají rozsochy.
Velké sníženiny mezi hřebeny tvoří údolí nebo též doliny či doly. Dolina kruhového tvaru obklopená strmými srázy se nazývá kotel. Rozsahem menší sníženiny ve strmém terénu se označují jako kuloáry a žlaby.
Zvláště ve velehorách jsou důležitým činitelem utvářejícím horskou krajinu ledovce. Specifickým útvarem jsou morény (místa ukládání materiálu přenášeného ledovcem).